# Medisme

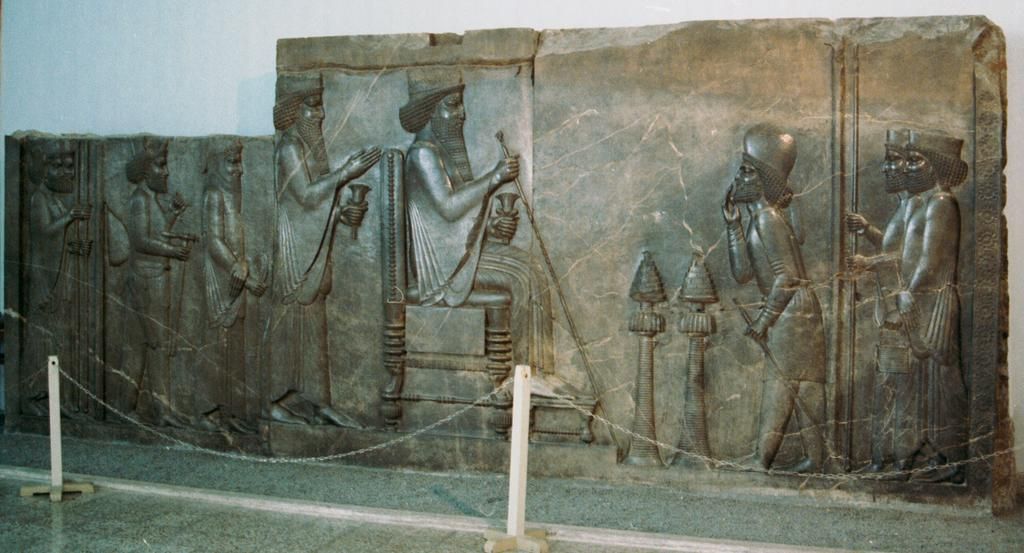
Proscinesi: els cortesans es prostraven davant el Gran rei. Els «medistes» havien de prostrar-se, agenollar-se, inclinar-se o llançar-li un petó

El terme medisme (en grec: μηδισμός) s'utilitzava en l'antiga Grècia per a referir-se a l'actitud dels grecs favorables als perses o disposats a acceptar la seua supremacia. En moltes ciutats gregues era considerat un crim. L'etnònim mede, l'empraven sovint els grecs per referir-se als perses, encara que, en sentit estricte, designava la tribu irànica dels medes.

## Pausànias, elmedista
En l'hivern del 478-477 ae, el general espartà Pausànias, hegemó de la lliga Panhel·lènica en la batalla de Platea, fou acusat i jutjat, entre altres càrrecs, de simpatitzar amb els medes. Els lacedemonis, en el curs de les recerques, van enviar ambaixadors a Atenes reclamant als atenesos que castigaren Temístocles per medisme. Els atenesos van creure la delegació lacedemònia i el van imputar. En anys anteriors, l'estrateg atenenc, que estava condemnat a l'ostracisme i vivia a Argos, va ser previngut i va fugir pel Peloponès cap a l'illa de Corfú, on tenia el títol de benefactor (euergétēs). Els seus habitants, amb por d'acollir-lo per no enemistar-se amb els espartans i els atenesos, el traslladaren a la costa jònica davant de la seua illa. Una vegada iniciada la seua persecució, va demanar refugi a Admetos, rei dels molossis, amb qui tenia enemistat, segons Plutarc, en relació amb el paper decisiu del general atenenc en la negativa d'ajuda i aliança d'Atenes amb Admetos. Es va presentar davant l'esposa del rei, perquè aquest estava absent, i quan Admetos hi arribà, Temístocles li va explicar qui era, per què fugia, li va demanar disculpes per la seua actuació passada, i suplicà que no se'n revenjara lliurant-lo als seus perseguidors. Admetos el va salvar enviant-lo per terra fins al golf Thermaic, a Pidna. Des d'allí va embarcar cap a Jònia, i després de diverses vicissituds arribà a la cort persa d'Artaxerxes I, a qui havia escrit prèviament sol·licitant-li refugi. Allí va acabar els seus dies a causa d'una malaltia, o segons uns altres es va suïcidar amb verí.